# عباس عبید جاسم
عباس عبید جاسم (عربی: عباس عبيد جاسم؛ زادهٔ ۱۰ دسامبر ۱۹۷۳) یک بازیکن فوتبال، و ورزشکار اهل عراق است.
وی همچنین در تیم ملی فوتبال عراق بازی کرده است.